# Hunchun

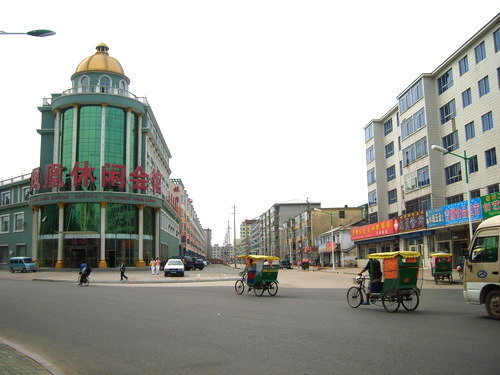
Hunchun

Hunchun (chinesisch 珲春市, Pinyin Húnchūn Shì, koreanisch 훈춘시 Hunchun-Si) ist eine kreisfreie Stadt im Autonomen Bezirk Yanbian der Koreaner, im Nordosten Chinas. Sie liegt in der Provinz Jilin, nahe der Grenze zu Nordkorea und Russland. Hunchun hat 241.777 Einwohner (Stand: Zensus 2010) und eine Fläche von 5.145 km². In der Großgemeinde Jingxin befindet sich ein Nationalpark, der Fangchuan-Nationalpark.

## Administrative Gliederung
Auf Gemeindeebene setzt sich Hunchun aus vier Straßenvierteln, vier Großgemeinden, drei Gemeinden und zwei Nationalitätengemeinden zusammen. Diese sind:
- Straßenviertel Jinghe (靖和街道);
- Straßenviertel Xin’an (新安街道);
- Straßenviertel Henan (河南街道), 12 km², 44.108 Einwohner, Sitz der Stadtregierung;
- Straßenviertel Jinhai (近海街道), 7,4 km², 4.915 Einwohner;
- Großgemeinde Chunhua (春化镇);
- Großgemeinde Jingxin (敬信镇);
- Großgemeinde Banshi (板石镇);
- Großgemeinde Ying’an (英安镇), 25,63 km², 38.353 Einwohner;
- Gemeinde Machuanzi (马川子乡);
- Gemeinde Mijiang (密江乡), 404 km², 2.653 Einwohner;
- Gemeinde Hadamen (哈达门乡);
- Gemeinde Yangpao der Manju (杨泡满族乡);
- Gemeinde Sanjiazi der Manju (三家子满族乡).

### Ethnische Gliederung der Bevölkerung (2000)
Beim Zensus im Jahr 2000 hatte Hunchun 211.091 Einwohner.
| Name des Volkes | Einwohner | Anteil  |
| --------------- | --------- | ------- |
| Han             | 114.404   | 54,2 %  |
| Koreaner        | 77.958    | 36,93 % |
| Manju           | 17.818    | 8,44 %  |
| Hui             | 507       | 0,24 %  |
| Mongolen        | 312       | 0,15 %  |
| Sonstige        | 92        | 0,04 %  |

## Sehenswürdigkeiten
Die Baliancheng-Stätte (Baliancheng yizhi 八连城遗址) steht seit 2001 auf der Liste der Denkmäler der Volksrepublik China (5-31).

## Verkehr
Hunchun hat seit 1938 einen Grenzübergang mit einer Straßenverbindung zur nordkoreanischen Hafenstadt Rajin. Die Quanhe-Wonjong-Brücke über den Grenzfluss Tumen wurde 2020 erneuert und auf vier Fahrspuren erweitert. Seit 1992 besteht ein Straßenübergang nach Kraskino in Russland. 2010 wurde die Eisenbahnstrecke Changchun–Hunchun–Wladiwostok eröffnet. 2015 wurde die Schnellfahrstrecke Jilin–Tumen–Hunchun eröffnet.